# Ernst Moriz Kronfeld

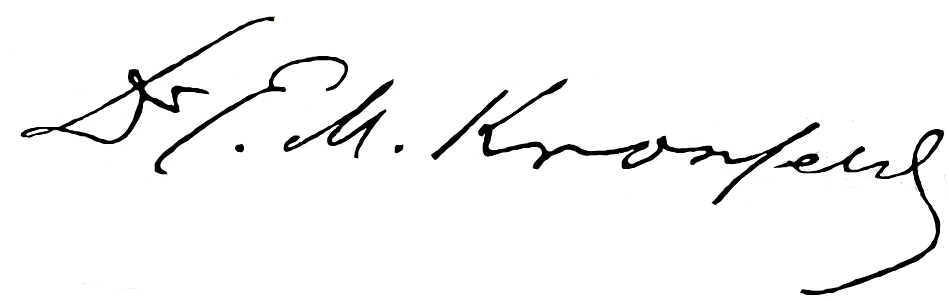
Unterschrift Ernst Moriz Kronfeld (1865–1942)

Ernst (F.) Moriz Kronfeld, auch Mauriz, (* 3. Juni 1865 in Lemberg, Kaisertum Österreich; † 16. März 1942 in Wien) war ein galizischer, österreich-ungarischer Botaniker und Journalist. Sein offizielles botanisches Autorenkürzel lautet „Kronf.“.

## Leben
Ernst Moriz Kronfeld war Bruder der beiden Mediziner Adolf Kronfeld (1861–1938) und Robert (1874–1946, Zahnarzt); die Söhne des letzteren waren der Segelflieger Robert Kronfeld (1904–1948) und der Zahnarzt und Hochschullehrer Rudolf Kronfeld (1901–1940).
Er studierte von 1882 bis 1887 an der Universität Wien Naturwissenschaft (1886 Dr. phil.). Anschließend arbeitete als freier Schriftsteller, später auch als Kulturredakteur bei Wiener Zeitungen (unter anderem Fremdenblatt, Die Zeit, Tagblatt), für die er Berichte über Theater und Kulturveranstaltungen schrieb; er verfasste auch populärwissenschaftliche Arbeiten. Bei der Gesellschaft für Naturfreunde in Wien Kosmos war er Vertrauensmann.
Als Vorstandsmitglied des Wiener Journalisten- und Schriftstellervereines „Concordia“ förderte Kronfeld die Gartenbau-Gesellschaft, deren korrespondierendes Mitglied er seit 1909 war, und die Höhere Gärtnerschule in Wien als Vortragender über Geschichte der Gärten und Gartenkunst.
Von seinen botanischen Arbeiten fanden die Abhandlungen Über die biologischen Verhältnisse der Aconitum-Blüte und die Biographie Anton Kerners von Marilaun besondere Anerkennung.
Kronfeld besaß unter anderem eine große Sammlung von „auf die Geschichte des Schönbrunner Gartens bezüglichen Büchern, Bildern, Urkunden und Plänen“. Es wird vermutet, dass ihm diese Sammlung im Zuge seiner Verfolgung als Jude durch die Nationalsozialisten entzogen wurde.
Kronfeld war seit 1896 mit Rosalie Kronfeld, geb. Lanzer, geboren am 17. Februar 1874 in Wien, verheiratet. Mit ihr hatte er einen Sohn, Curt bzw. auch Kurt geschrieben (* 1897; † 21. August 1928), der später Direktor der Fremdenverkehrskommission für die Bundesländer Niederösterreich und Wien war. Das Ehepaar wohnte am 13. März 1938 in Wien 2., Heinestraße 33/17, die von den Nationalsozialisten in Schönererstraße umbenannt wurde. In dieser Wohnung lebte auch seine Schwiegertochter Marianne Kronfeld (geborene Schneider), die Witwe des 1928 nach einem schweren Gallensteinleiden verstorbenen Sohnes. Seine Ehefrau wurde am 13. August 1942 nach Theresienstadt deportiert und in Treblinka ermordet.

## Werke
- Vergangenheit und Gegenwart des niederösterreichischen Safranbaues. In: Blätter des Vereins für Landeskunde von Niederösterreich, Neue Folge, 26 (1892), S. 69–75.
- Zauberpflanzen und Amulette. Ein Beitrag zur Culturgeschichte und Volksmedicin. Verlag von Moritz Perles, Wien 1898  (online text)
- Der Weihnachtsbaum. Botanik und Geschichte des Weihnachtsgrüns. Schulze, Oldenburg 1906.
- Bilder-Atlas zur Pflanzengeographie. Mit beschreibendem Text. Bibliogr. Inst. Leipzig und Wien 1908.
- Anton Kerner von Marilaun. Leben und Arbeit eines deutschen Naturforschers. Mit einem Geleitwort v. R. v. Wettstein. Chr. H. Tauchnitz Leipzig 1908.
- Sagenpflanzen und Pflanzensagen Theod. Thomas Verlag Leipzig 1911  (online-text).
- Die Geschichte der Gartennelke. Verlag der k.k. Gartenbau-Gesellschaft, Wien 1913.
- Der Krieg im Aberglauben und Volksglauben. Kulturhistorische Beiträge. Schmidt, München 1915.
- Hrsg.: Krieg und Soldat in der Spruchweisheit. Sentenzen aus der Jahrhunderten von Heraklit bis Hindenburg. Hugo Schmidt, München 1915.
- Park und Garten von Schönbrunn. Amalthea-Verlag, Zürich 1923 (Amalthea-Bücherei; 35).